# Bolbitis fluviatilis
Bolbitis fluviatilis là một loài thực vật có mạch trong họ Lomariopsidaceae. Loài này được (Hook.) Ching mô tả khoa học đầu tiên năm 1934.